# Castiarina alternozona
Castiarina alternozona es una especie de escarabajo del género Castiarina, familia Buprestidae. Fue descrita científicamente por Thomson en 1878.